# Daša Doberšek
Daša Doberšek slovenska igralka, * 15. november 1976, Moskva.
Študij je zaključila leta 2001, ko je diplomirala na AGRFT.  Še istega leta odšla na enoletni podiplomski študij v London, kjer je obiskovala The Central School of Speech and Drama. Po vrnitvi je delovala kot svobodna kulturna ustvarjalka, pri čemer je sodelovala s številnimi institucionalnimi gledališči (SNG Drama Ljubljana, MGL, LGL …), pa tudi z neinstitucionalnimi gledališkimi skupinami (Gledališče Glej, Via Negativa, Koreodrama, …). Občasno je sodelovala tudi z Glastonburyjskim festivalom v Veliki Britaniji. Od leta 2002 je stalna članica skupine Betontanc, v okviru katere se je pridružila tudi »samostojni ustvarjalni celici« Beton Ltd.
Leta 2007 je postala stalna članica ansambla Slovenskega mladinskega gledališča, s keterim je že prej sodelovala kot gostja.

## Nagrade[1]
- 2009 Zlata ptica za vloge v predstavah Hiša Marije Pomočnice, Malfi, Razdejani in Za prgišče Šekspirja
- 2000 Borštnikova nagrada za mladega igralca, za vlogo Danice (Šeligo Kamenje bi zagorelo, SNG Drama Ljubljana)
- 1999 študentska Prešernova nagrada za vlogo Babice/Evice v Strniševih Žabah (AGRFT)